# VIVIZ
비비지(VIVIZ)는 대한민국의 3인조 걸그룹으로, BPM엔터테인먼트 소속이다. 걸그룹 여자친구 출신 멤버인 은하, 신비, 엄지가 결성하였으며, 2021년 재데뷔를 발표했다.
팀명은 ‘선명한, 강렬한’을 의미하는 VIVID와 ‘나날들’을 뜻하는 *days(z)*의 합성어로, 언제나 자신만의 색을 당당하게 표현하는 아티스트가 되겠다는 의미를 담고 있다. 또한, 그룹명에는 은하(본명 정은비)의 ‘비’, 신비의 ‘비’, 엄지의 ‘지’를 조합한 의미도 포함되어 있다.
2022년 2월 9일, 첫 번째 미니앨범 Beam of Prism을 발매하며 공식 데뷔했다. 이후 음악 활동뿐만 아니라 예능, 광고 등 다양한 분야에서 활동을 이어가고 있다.

## 팬덤
2021년 10월 11일, 다음 공식 팬카페가 공개되었다.
공식 팬클럽명은 Na.V(나비)로, '나'와 '비비지'의 합성어이다. 비비지와 함께 아름답게 날아오르자는 의미이다. 2022년 1월 21일 트위터에 공식 팬클럽명을 공개했다.

## 구성원
| 이름 | 소개 |
| ---- | --- |
| 은하 | - 본명: 정은비 - 생년월일 : 1997년 5월 30일(28세) - 출생지 : 대한민국 서울특별시 금천구 - 활동기간 : 2022년 2월 9일 ~ 현재             |
| 신비 | - 본명 : 황은비 - 생년월일 : 1998년 6월 3일(27세) - 출생지 : 대한민국 충청북도 청주시 흥덕구 분평동 - 활동기간 : 2022년 2월 9일 ~ 현재 |
| 엄지 | - 본명: 김예원 - 생년월일 : 1998년 8월 19일(26세) - 출생지 : 대한민국 인천광역시 연수구 - 활동기간 : 2022년 2월 9일 ~ 현재             |

역대 리더
- 1대: 은하 (2022.02~2022.04)
- 2대: 엄지 (2022.04~2023.01)
- 3대: 신비 (2023.02~2023.10)
- 4대: 은하 (2023.10~2024.07)
- 5대: 엄지 (2024.07~2025.02)
- 6대: 신비 (2025.03~)

## 수상 내역

### 가요 프로그램 1위
| 연도            | 수상 내역 (총 2회)                                                                                |
| --------------- | ------------------------------------------------------------------------------------------------- |
| 2022년 (총 2회) | - BOP BOP! (총 2회) - 2월 16일 MBC M 《쇼 챔피언》 챔피언 송 - 2월 17일 Mnet 《엠카운트다운》 1위 |

### 시상식
- 2022년 2022 K 글로벌 하트 드림 어워즈 K 글로벌 글로벌 핫 스타상
- 2024년 31주년 한터뮤직어워즈 2023 파퓰러 퍼포먼스 그룹상
- 2024년 31주년 한터뮤직어워즈 2023 이머징 아티스트상